# Alligator Records
Alligator Records is een onafhankelijk Amerikaans blueslabel in Chicago, dat werd opgericht in 1971 door Bruce Iglauer. Iglauer was ook een van de oprichters van het tijdschrift Living Blues in Chicago in 1970.

## Geschiedenis
Iglauer begon het label met zijn eigen spaargeld om zijn favoriete band Hound Dog Taylor and the HouseRockers op te nemen en te produceren, die zijn werkgever Bob Koester van Delmark Records weigerde op te nemen. Negen maanden na het uitbrengen van het eerste album stopte hij met werken bij Delmark Records om zich volledig op de band en zijn label te concentreren. Er werden slechts 1.000 exemplaren van het debuutalbum van Taylor gemaakt, terwijl Iglauer ook de leiding van de groep overnam. Andere vroege publicaties voor het jonge label waren opnamen van Big Walter Horton met Carey Bell en Fenton Robinson. In 1976 werd I Got What It Takes van Koko Taylor genomineerd voor een Grammy Award en Albert Collins tekende al snel bij het label. Iglauer trad voornamelijk op als uitvoerend producent van het label.
In 1982 won het label zijn eerste Grammy Award voor het album I'm Here van Clifton Chenier. De tweede Grammy kwam in 1985 voor Showdown! door Albert Collins, Johnny Copeland en Robert Cray. In 1991 werd een 20-jarig verzamelalbum uitgebracht.
Sinds de oprichting heeft Alligator Records meer dan 250 blues- en blues/rockalbums uitgebracht, evenals een inmiddels ter ziele gegane reggaeserie. Huidige en vroegere Alligator-artiesten zijn onder meer Lonnie Mack, Marcia Ball, Koko Taylor, Lonnie Brooks, Lil' Ed & The Blues Imperials, Eddy Clearwater, Sam Lay, Smokin' Joe Kubek, Roomful of Blues, Eric Lindell, JJ Gray & MOFRO, Lee Rocker, Cephas & Wiggins en Michael Burks. Meer recent hebben veteranen Charlie Musselwhite en James Cotton opnieuw getekend bij het label.
Alligator vierde in 2011 zijn 40-jarig jubileum en merkte op dat het een jaar eerder winst maakte. In januari 2021 investeerde Exceleration Records in Alligator en werd een financiële en administratieve partner van Iglauer. In 2021 vierde Alligator zijn 50e verjaardag en burgemeester Lori Lightfoot van Chicago riep 18 juni 2021 uit tot 'Alligator Records Day' in Chicago.

## Onderscheidingen
- 34 Grammy Award-nominaties (twee onderscheidingen)
- 18 Indie Awards van de Association for Independent Music (AFIM)
- 3 Grand Prix du Disque
- 70 W.C. Handy Blues Awards

## Artiesten
- Luther Allison
- Marcia Ball
- Elvin Bishop
- Lonnie Brooks
- Clarence "Gatemouth" Brown
- Roy Buchanan
- Michael Burks
- Cephas & Wiggins
- Little Charlie & the Nightcats
- Clifton Chenier
- Albert Collins
- Shemekia Copeland
- Robert Cray
- Buddy Guy
- Dave Hole
- Smokin' Joe Kubek
- Lazy Lester
- Lonnie Mack
- Charlie Musselwhite
- Professor Longhair
- Fenton Robinson
- Otis Rush
- Saffire – The Uppity Blues Women
- Son Seals
- The Siegel-Schwall Band
- Hound Dog Taylor
- Koko Taylor
- Sonny Terry
- Rufus Thomas
- Maurice John Vaughan
- Johnny Winter
- Lil' Ed and The Blues Imperials

### Blues
| Catalogus Nr | Album                                                     | Artiest                                                 | Details                           |
| ------------ | --------------------------------------------------------- | ------------------------------------------------------- | --------------------------------- |
| 4701         | Hound Dog Taylor and the HouseRockers                     | Hound Dog Taylor                                        |                                   |
| 4702         | Big Walter Horton with Carey Bell                         | Big Walter Horton and Carey Bell                        |                                   |
| 4703         | The Son Seals Blues Band                                  | Son Seals                                               |                                   |
| 4704         | Natural Boogie                                            | Hound Dog Taylor                                        |                                   |
| 4705         | Somebody Loan Me a Dime                                   | Fenton Robinson                                         |                                   |
| 4706         | I Got What It Takes                                       | Koko Taylor                                             |                                   |
| 4707         | Beware of the Dog                                         | Hound Dog Taylor                                        |                                   |
| 4708         | Midnight Son                                              | Son Seals                                               |                                   |
| 4709         | Stomping on a Saturday Night                              | Blind John Davis                                        |                                   |
| 4710         | I Hear Some Blues Downstairs                              | Fenton Robinson                                         |                                   |
| 4711         | The Earthshaker                                           | Koko Taylor                                             |                                   |
| 4712         | Live and Burning                                          | Son Seals                                               |                                   |
| 4713         | Ice Pickin'                                               | Albert Collins                                          |                                   |
| 4714         | Bayou Lightning                                           | Lonnie Brooks                                           |                                   |
| 4715         | Someday You'll Have These Blues                           | Phillip Walker                                          |                                   |
| 4716         | Been Gone Too Long                                        | Lonesome Sundown                                        |                                   |
| 4717         | Johnny Jones with Billy Boy Arnold                        | Johnny Jones and Billy Boy Arnold                       |                                   |
| 4718         | Crawfish Fiesta                                           | Professor Longhair                                      |                                   |
| 4719         | Frostbite                                                 | Albert Collins                                          |                                   |
| 4720         | Chicago Fire                                              | Son Seals                                               |                                   |
| 4721         | Turn On the Night                                         | Lonnie Brooks                                           |                                   |
| 4722         | Condition: Blue                                           | Tony Mathews                                            |                                   |
| 4723         | Stone Crazy!                                              | Buddy Guy                                               |                                   |
| 4724         | From the Heart of a Woman                                 | Koko Taylor                                             |                                   |
| 4725         | Frozen Alive!                                             | Albert Collins                                          |                                   |
| 4726         | The New Johnny Otis Show with Shuggie Otis                | Johnny Otis and Shuggie Otis                            |                                   |
| 4727         | Genuine Houserocking Music                                | Hound Dog Taylor                                        |                                   |
| 4728         | Raw Magic                                                 | Magic Slim                                              |                                   |
| 4729         | I'm Here!                                                 | Clifton Chenier and His Red Hot Louisiana Band          |                                   |
| 4730         | Don't Lose Your Cool                                      | Albert Collins                                          |                                   |
| 4731         | Hot Shot                                                  | Lonnie Brooks                                           |                                   |
| 4732         | Playing for Keeps                                         | Big Twist and the Mellow Fellows                        |                                   |
| 4733         | Live in Japan                                             | Albert Collins                                          |                                   |
| 4734         | Whoopin'                                                  | Sonny Terry                                             | met Johnny Winter en Willie Dixon |
| 4735         | Guitar Slinger                                            | Johnny Winter                                           |                                   |
| 4736         | Nightflight                                               | Fenton Robinson                                         |                                   |
| 4737         | High Compression                                          | James Cotton                                            |                                   |
| 4738         | Bad Axe                                                   | Son Seals                                               |                                   |
| 4739         | Strike Like Lightning                                     | Lonnie Mack                                             |                                   |
| 4740         | Queen of the Blues                                        | Koko Taylor                                             |                                   |
| 4741         | When a Guitar Plays the Blues                             | Roy Buchanan                                            |                                   |
| 4742         | Serious Business                                          | Johnny Winter                                           |                                   |
| 4743         | Showdown!                                                 | Albert Collins, Robert Cray and Johnny Copeland         |                                   |
| 4744         | Bar Room Preacher                                         | Jimmy Johnson                                           |                                   |
| 4745         | Pressure Cooker                                           | Clarence "Gatemouth" Brown                              |                                   |
| 4746         | Live from Chicago - Mr. Superharp Himself!                | James Cotton                                            |                                   |
| 4747         | Dancing on the Edge                                       | Roy Buchanan                                            |                                   |
| 4748         | 3rd Degree                                                | Johnny Winter                                           |                                   |
| 4749         | Roughhousin'                                              | Lil' Ed and the Blues Imperials                         |                                   |
| 4750         | Second Sight                                              | Lonnie Mack                                             |                                   |
| 4751         | Wound Up Tight                                            | Lonnie Brooks                                           |                                   |
| 4752         | Cold Snap                                                 | Albert Collins                                          |                                   |
| 4753         | All the Way Crazy                                         | Little Charlie & the Nightcats                          |                                   |
| 4754         | An Audience with the Queen                                | Koko Taylor                                             |                                   |
| 4755         | Live from Chicago! Bigger Than Life!!                     | Big Twist and the Mellow Fellows                        |                                   |
| 4756         | Hot Wires                                                 | Roy Buchanan                                            |                                   |
| 4757         | I'm in the Wrong Business!                                | A.C. Reed                                               |                                   |
| 4758         | Edge of the City                                          | The Kinsey Report                                       |                                   |
| 4759         | Live from Chicago: Bayou Lightning Strikes                | Lonnie Brooks                                           |                                   |
| 4760         | The Siegel–Schwall Reunion Concert                        | Siegel–Schwall Band                                     |                                   |
| 4761         | Disturbing the Peace                                      | Little Charlie & the Nightcats                          |                                   |
| 4762         | Years Since Yesterday                                     | The Paladins                                            |                                   |
| 4763         | Generic Blues Album                                       | Maurice John Vaughn                                     |                                   |
| 4764         | Big News from Baton Rouge!!                               | Kenny Neal                                              |                                   |
| 4765         | Georgia Blue                                              | Tinsley Ellis                                           |                                   |
| 4766         | The Swamp Boogie Queen                                    | Katie Webster                                           |                                   |
| 4767         | Big Fun                                                   | Elvin Bishop                                            |                                   |
| 4768         | Harp and Soul                                             | Lazy Lester                                             |                                   |
| 4769         | That Woman is Poison!                                     | Rufus Thomas                                            |                                   |
| 4770         | Lucky Strikes!                                            | Lucky Peterson                                          |                                   |
| 4771         | One More for the Road                                     | Charles Brown                                           | heruitgave van de lp Blue Side    |
| 4772         | Chicken, Gravy and Biscuits                               | Lil' Ed & the Blues Imperials                           |                                   |
| 4773         | Live from Austin                                          | Delbert McClinton                                       |                                   |
| 4774         | Devil Child                                               | Kenny Neal                                              |                                   |
| 4775         | Midnight Drive                                            | The Kinsey Report                                       |                                   |
| 4776         | The Big Break                                             | Little Charlie & the Nightcats                          |                                   |
| 4777         | Two-Fisted Mama                                           | Katie Webster                                           |                                   |
| 4778         | Fanning the Flames                                        | Tinsley Ellis                                           |                                   |
| 4779         | Standing My Ground                                        | Clarence "Gatemouth" Brown                              |                                   |
| 4780         | The Uppity Blues Women                                    | Saffire – The Uppity Blues Women                        |                                   |
| 4781         | Ace of Harps                                              | Charlie Musselwhite                                     |                                   |
| 4782         | Let's Buzz!                                               | The Paladins                                            |                                   |
| 4783         | Louisiana Legend                                          | Raful Neal                                              |                                   |
| 4784         | Jump for Joy                                              | Koko Taylor                                             |                                   |
| 4785         | Return of the Thin Man                                    | Noble "Thin Man" Watts                                  |                                   |
| 4786         | Live! Attack of the Killer V                              | Lonnie Mack                                             |                                   |
| 4787         | Keep It To Ourselves                                      | Sonny Boy Williamson                                    | opgenomen in 1963                 |
| 4788         | Blowin' Like Hell                                         | William Clarke                                          |                                   |
| 4789         | Triple Play                                               | Lucky Peterson                                          |                                   |
| 4790         | Harp Attack!                                              | James Cotton, Carey Bell, Junior Wells and Billy Branch |                                   |
| 4791         | Don't Let the Bossman Get You Down!                       | Elvin Bishop                                            |                                   |
| 4792         | Tore Up!                                                  | Nappy Brown                                             |                                   |
| 4793         | Street Party                                              | The Mellow Fellows                                      |                                   |
| 4794         | Captured Live                                             | Little Charlie & the Nightcats                          |                                   |
| 4795         | Walking On Fire                                           | Kenny Neal                                              |                                   |
| 4796         | Hot Flash                                                 | Saffire – The Uppity Blues Women                        |                                   |
| 4797         | Lost in the Blues                                         | Otis Rush                                               |                                   |
| 4798         | Living in the Danger Zone                                 | Son Seals                                               |                                   |
| 4799         | Satisfaction Guaranteed                                   | Lonnie Brooks                                           |                                   |
| 4800         | The Touch                                                 | Johnny Heartsman                                        |                                   |
| 4801         | Signature                                                 | Charlie Musselwhite                                     |                                   |
| 4802         | Alone & Acoustic                                          | Buddy Guy and Junior Wells                              |                                   |
| 4803         | No Foolin'!                                               | Katie Webster                                           |                                   |
| 4804         | No Looking Back                                           | Clarence "Gatemouth" Brown                              |                                   |
| 4805         | Trouble Time                                              | Tinsley Ellis                                           |                                   |
| 4806         | Serious Intentions                                        | William Clarke                                          |                                   |
| 4807         | Short Fuse Blues                                          | Dave Hole                                               |                                   |
| 4809         | ...What You See Is What You Get                           | Lil' Ed & the Blues Imperials                           |                                   |
| 4810         | Bayou Blood                                               | Kenny Neal                                              |                                   |
| 4811         | Broadcasting                                              | Saffire − The Uppity Blues Women                        |                                   |
| 4812         | Night Vision                                              | Little Charlie & the Nightcats                          |                                   |
| 4813         | In the Shadow of the City                                 | Maurice John Vaughn                                     |                                   |
| 4814         | Working Overtime                                          | Dave Hole                                               |                                   |
| 4815         | Back Where I Belong                                       | Billy Boy Arnold                                        |                                   |
| 4816         | Down in the Alley                                         | Bob Margolin                                            |                                   |
| 4817         | Force of Nature                                           | Koko Taylor                                             |                                   |
| 4818         | In My Time                                                | Charlie Musselwhite                                     |                                   |
| 4819         | Blue Blazes                                               | Sugar Blue                                              |                                   |
| 4820         | Soul Fixin' Man                                           | Luther Allison                                          |                                   |
| 4821         | Bloodlines                                                | Michael Hill's Blues Mob                                |                                   |
| 4822         | Nothing but the Truth                                     | Son Seals                                               |                                   |
| 4823         | Storm Warning                                             | Tinsley Ellis                                           |                                   |
| 4824         | Corky Siegel's Chamber Blues                              | Corky Siegel                                            |                                   |
| 4825         | Hoodoo Moon                                               | Kenny Neal                                              |                                   |
| 4826         | Old, New, Borrowed & Blue                                 | Saffire − The Uppity Blues Women                        |                                   |
| 4827         | Groove Time                                               | William Clarke                                          |                                   |
| 4828         | Deep Down                                                 | Carey Bell                                              |                                   |
| 4829         | Straight Up!                                              | Little Charlie & the Nightcats                          |                                   |
| 4830         | Too Much Fun                                              | C. J. Chenier and the Red Hot Louisiana Band            |                                   |
| 4831         | In Your Eyes                                              | Sugar Blue                                              |                                   |
| 4832         | Steel on Steel                                            | Dave Hole                                               |                                   |
| 4833         | Ace in the Hole                                           | Elvin Bishop                                            |                                   |
| 4834         | Blue Streak                                               | Luther Allison                                          |                                   |
| 4835         | My Blues & My Guitar                                      | Bob Margolin                                            |                                   |
| 4836         | Eldorado Cadillac                                         | Billy Boy Arnold                                        |                                   |
| 4837         | Between Midnight and Day                                  | Corey Harris                                            |                                   |
| 4838         | Cool Down                                                 | Cephas & Wiggins                                        |                                   |
| 4839         | Border Town Legend                                        | Long John Hunter                                        |                                   |
| 4840         | Cleaning House                                            | Saffire − The Uppity Blues Women                        |                                   |
| 4841         | Wake Up and Live!                                         | Floyd Dixon                                             |                                   |
| 4842         | The Hard Way                                              | William Clarke                                          |                                   |
| 4843         | Roadhouse Rules                                           | Lonnie Brooks                                           |                                   |
| 4844         | The Big Squeeze                                           | C. J. Chenier and the Red Hot Louisiana Band            |                                   |
| 4845         | Have Mercy!                                               | Michael Hill's Blues Mob                                |                                   |
| 4846         | Son Seals Live: Spontaneous Combustion                    | Son Seals                                               |                                   |
| 4847         | Ticket to Chicago                                         | Dave Hole                                               |                                   |
| 4848         | Music Makin' Mama                                         | Ann Rabson                                              |                                   |
| 4849         | Reckless                                                  | Luther Allison                                          |                                   |
| 4850         | Fish Ain't Bitin'                                         | Corey Harris                                            |                                   |
| 4851         | Up and In                                                 | Bob Margolin                                            |                                   |
| 4852         | Fire It Up                                                | Tinsley Ellis                                           |                                   |
| 4853         | Swinging from the Rafters                                 | Long John Hunter                                        |                                   |
| 4854         | Good Luck Man                                             | Carey Bell                                              |                                   |
| 4855         | Hound Dog Taylor: A Tribute                               | Various Artists                                         |                                   |
| 4856         | Live & Uppity                                             | Saffire − The Uppity Blues Women                        |                                   |
| 4857         | Turn the Heat Up                                          | Shemekia Copeland                                       |                                   |
| 4858         | New York State of Blues                                   | Michael Hill's Blues Mob                                |                                   |
| 4859         | The Skin I'm In                                           | Elvin Bishop                                            |                                   |
| 4860         | Smoke and Steel                                           | The Kinsey Report                                       |                                   |
| 4861         | Ride with Me                                              | Long John Hunter                                        |                                   |
| 4862         | Shadow of the Blues                                       | Little Charlie & the Nightcats                          |                                   |
| 4863         | Homemade                                                  | Cephas & Wiggins                                        |                                   |
| 4864         | Greens from the Garden                                    | Corey Harris                                            |                                   |
| 4865         | Under the Spell                                           | Dave Hole                                               |                                   |
| 4866         | Lone Star Shootout                                        | Lonnie Brooks, Long John Hunter and Phillip Walker      |                                   |
| 4867         | Front Porch Blues                                         | John Jackson                                            |                                   |
| 4868         | Get Wild!                                                 | Lil' Ed & the Blues Imperials                           |                                   |
| 4869         | Live in Chicago                                           | Luther Allison                                          |                                   |
| 4870         | Bitter Sweet Blues                                        | Gaye Adegbalola                                         |                                   |
| 4871         | Suspicion                                                 | Coco Montoya                                            |                                   |
| 4872         | Vü-Dü Menz                                                | Corey Harris and Henry Butler                           |                                   |
| 4873         | Royal Blue                                                | Koko Taylor                                             |                                   |
| 4874         | That's My Partner!                                        | Elvin Bishop and Little Smokey Smothers                 |                                   |
| 4875         | Wicked                                                    | Shemekia Copeland                                       |                                   |
| 4876         | The Chill                                                 | Rusty Zinn                                              |                                   |
| 4877         | Speaking in Tongues                                       | The Holmes Brothers                                     |                                   |
| 4878         | Make It Rain                                              | Michael Burks                                           |                                   |
| 4879         | Presumed Innocent                                         | Marcia Ball                                             |                                   |
| 4880         | Ain't Gonna Hush!                                         | Saffire − The Uppity Blues Women                        |                                   |
| 4881         | Outside Looking In                                        | Dave Hole                                               |                                   |
| 4882         | Step It Up!                                               | C. J. Chenier and the Red Hot Louisiana Band            |                                   |
| 4883         | That's Big!                                               | Little Charlie & the Nightcats                          |                                   |
| 4884         | From Austin with Soul                                     | W. C. Clark                                             |                                   |
| 4885         | Can't Look Back                                           | Coco Montoya                                            |                                   |
| 4886         | Heads Up!                                                 | Lil' Ed & the Blues Imperials                           |                                   |
| 4887         | Talking to Strangers                                      | Shemekia Copeland                                       |                                   |
| 4888         | Somebody Told the Truth                                   | Cephas & Wiggins                                        |                                   |
| 4889         | That's Right!                                             | Roomful of Blues                                        |                                   |
| 4890         | The Live One                                              | Dave Hole                                               |                                   |
| 4891         | So Many Rivers                                            | Marcia Ball                                             |                                   |
| 4892         | I Smell Smoke                                             | Michael Burks                                           |                                   |
| 4993         | Simple Truths                                             | The Holmes Brothers                                     |                                   |
| 4894         | Double Take                                               | Kenny Neal and Billy Branch                             |                                   |
| 4895         | Watch Your Back                                           | Guitar Shorty                                           |                                   |
| 4896         | Release the Hound                                         | Hound Dog Taylor                                        |                                   |
| 4897         | Deep in the Heart                                         | W. C. Clark                                             |                                   |
| 4898         | Second Nature                                             | Carey Bell and Lurrie Bell                              |                                   |
| 4899         | Have a Little Faith                                       | Mavis Staples                                           |                                   |
| 4900         | Standing Room Only                                        | Roomful of Blues                                        |                                   |
| 4901         | Corky Siegel's Traveling Chamber Blues Show!              | Corky Siegel                                            |                                   |
| 4902         | Nine Lives                                                | Little Charlie & the Nightcats                          |                                   |
| 4903         | Live! Down the Road                                       | Marcia Ball                                             |                                   |
| 4904         | Live - Highwayman                                         | Tinsley Ellis                                           |                                   |
| 4905         | The Soul Truth                                            | Shemekia Copeland                                       |                                   |
| 4906         | Flash Forward                                             | The Siegel-Schwall Band                                 |                                   |
| 4907         | Racin' the Devil                                          | Lee Rocker                                              |                                   |
| 4908         | Change in the Weather                                     | Eric Lindell                                            |                                   |
| 4909         | Rattleshake                                               | Lil' Ed & the Blues Imperials                           |                                   |
| 4910         | Shoulder to Shoulder                                      | Cephas & Wiggins                                        |                                   |
| 4911         | We The People                                             | Guitar Shorty                                           |                                   |
| 4912         | State of Grace                                            | The Holmes Brothers                                     |                                   |
| 4913         | Dirty Deal                                                | Coco Montoya                                            |                                   |
| 4914         | Country Ghetto                                            | JJ Grey & Mofro                                         |                                   |
| 4915         | Old School                                                | Koko Taylor                                             |                                   |
| 4916         | Moment of Truth                                           | Tinsley Ellis                                           |                                   |
| 4917         | Black Cat Bone                                            | Lee Rocker                                              |                                   |
| 4918         | Low on Cash, Rich in Love                                 | Eric Lindell                                            |                                   |
| 4919         | Raisin' a Ruckus                                          | Roomful of Blues                                        |                                   |
| 4920         | Blood Brothers                                            | Smokin' Joe Kubek and Bnois King                        |                                   |
| 4921         | West Side Strut                                           | Eddy Clearwater                                         |                                   |
| 4922         | Peace, Love & BBQ                                         | Marcia Ball                                             |                                   |
| 4923         | Iron Man                                                  | Michael Burks                                           |                                   |
| 4924         | What Love Will Do                                         | Janiva Magness                                          |                                   |
| 4925         | Orange Blossoms                                           | JJ Grey & Mofro                                         |                                   |
| 4926         | Full Tilt                                                 | Lil' Ed & the Blues Imperials                           |                                   |
| 4927         | Havin' the Last Word                                      | Saffire − The Uppity Blues Women                        |                                   |
| 4928         | Gulf Coast Highway                                        | Eric Lindell                                            |                                   |
| 4929         | Lay Your Burden Down                                      | Buckwheat Zydeco                                        |                                   |
| 4930         | Twisted                                                   | Rick Estrin & The Nightcats                             |                                   |
| 4931         | Hard Believer                                             | Tommy Castro                                            |                                   |
| 4932         | Speak No Evil                                             | Tinsley Ellis                                           |                                   |
| 4933         | Feed My Soul                                              | The Holmes Brothers                                     |                                   |
| 4934         | Bare Knuckle                                              | Guitar Shorty                                           |                                   |
| 4935         | The Devil is an Angel Too                                 | Janiva Magness                                          |                                   |
| 4936         | American Patchwork                                        | Anders Osborne                                          |                                   |
| 4937         | Have Blues, Will Travel                                   | Smokin' Joe Kubek and Bnois King                        |                                   |
| 4938         | Georgia Warhorse                                          | JJ Grey & Mofro                                         |                                   |
| 4939         | The Well                                                  | Charlie Musselwhite                                     |                                   |
| 4940         | Giant                                                     | James Cotton                                            |                                   |
| 4941         | Hook, Line & Sinker                                       | Roomful of Blues                                        |                                   |
| 4942         | Roadside Attractions                                      | Marcia Ball                                             |                                   |
| 4943         | The Legendary Rhythm & Blues Revue Live!                  | Various Artists                                         |                                   |
| 4944         | Brighter Days: The Film and Live Concert Album            | JJ Grey & Mofro                                         | cd en dvd                         |
| 4945         | Hellfire                                                  | Joe Louis Walker                                        |                                   |
| 4946         | Stronger For It                                           | Janiva Magness                                          |                                   |
| 4947         | Soul Shot                                                 | Curtis Salgado                                          |                                   |
| 4948         | Black Eye Galaxy                                          | Anders Osborne                                          |                                   |
| 4949         | Jump Start                                                | Lil' Ed & the Blues Imperials                           |                                   |
| 4950         | One Wrong Turn                                            | Rick Estrin & The Nightcats                             |                                   |
| 4951         | Show of Strength                                          | Michael Burks                                           |                                   |
| 4952         | On My Mind / In My Heart                                  | Jesse Dee                                               |                                   |
| 4953         | This River                                                | JJ Grey & Mofro                                         |                                   |
| 4954         | Cotton Mouth Man                                          | James Cotton                                            |                                   |
| 4955         | 45 Live                                                   | Roomful of Blues                                        |                                   |
| 4956         | Peace                                                     | Anders Osborne                                          |                                   |
| 4957         | Brotherhood                                               | The Holmes Brothers                                     |                                   |
| 4958         | The Devil You Know                                        | Tommy Castro and the Pain Killers                       |                                   |
| 4959         | Hornet's Nest                                             | Joe Louis Walker                                        |                                   |
| 4960         | Refuse to Lose                                            | Jarekus Singleton                                       |                                   |
| 4961         | Don't Call No Ambulance                                   | Selwyn Birchwood                                        |                                   |
| 4962         | You Asked For It...Live                                   | Rick Estrin & The Nightcats                             |                                   |
| 4963         | Can't Even Do Wrong Right                                 | Elvin Bishop                                            |                                   |
| 4964         | The Tattooed Lady and the Alligator Man                   | Marcia Ball                                             |                                   |
| 4965         | Meet Me in Bluesland                                      | The Kentucky Headhunters with Johnnie Johnson           |                                   |
| 4966         | Outskirts of Love                                         | Shemekia Copeland                                       |                                   |
| 4967         | Method to My Madness                                      | Tommy Castro and The Painkillers                        |                                   |
| 4968         | God Don't Never Change: The Songs of Blind Willie Johnson | Various Artists                                         |                                   |
| 4969         | The Chicago Way                                           | Toronzo Cannon                                          |                                   |
| 4970         | The Beautiful Lowdown                                     | Curtis Salgado                                          |                                   |
| 4971         | Promised Land or Bust                                     | Moreland and Arbuckle                                   |                                   |
| 4972         | The Big Sound of Lil' Ed & the Blues Imperials            | Lil' Ed & the Blues Imperials                           |                                   |
| 4973         | Elvin Bishop's Big Fun Trio                               | Elvin Bishop                                            |                                   |
| 4974         | Hard Truth                                                | Coco Montoya                                            |                                   |
| 4975         | Pick Your Poison                                          | Selwyn Birchwood                                        |                                   |
| 4976         | Royal Mint                                                | The Cash Box Kings                                      |                                   |
| 4977         | Groovin' in Greaseland                                    | Rick Estrin & The Nightcats                             |                                   |
| 4978         | Stompin' Ground                                           | Tommy Castro and The Painkillers                        |                                   |
| 4979         | Winning Hand                                              | Tinsley Ellis                                           |                                   |
| 4980         | Rough Cut                                                 | Curtis Salgado and Alan Hager                           |                                   |
| 4981         | The High Cost of Low Living                               | Nick Moss Band featuring Dennis Gruenling               |                                   |
| 4982         | Shine Bright                                              | Marcia Ball                                             |                                   |
| 4983         | Something Smells Funky Round Here                         | Elvin Bishop                                            |                                   |
| 4984         | America's Child                                           | Shemekia Copeland                                       |                                   |
| 4985         | Revolution in Your Heart                                  | Eric Lindell                                            |                                   |
| 4986         | Tough as Love                                             | Lindsay Beaver                                          |                                   |
| 4987         | Journeys to the Heart of the Blues                        | Joe Louis Walker, Bruce Katz and Giles Robson           |                                   |
| 4988         | Live at the Ramblin' Man Fair                             | The Kentucky Headhunters                                |                                   |
| 4989         | Killin' It Live                                           | Tommy Castro and The Pain Killers                       |                                   |
| 4990         | Kingfish                                                  | Christone "Kingfish" Ingram                             |                                   |
| 4991         | Hail to the Kings!                                        | The Cash Box Kings                                      |                                   |
| 4992         | Roots and Branches: The Songs of Little Walter            | Billy Branch                                            |                                   |
| 4993         | Lucky Guy!                                                | Nick Moss Band featuring Dennis Gruenling               |                                   |
| 4994         | Coming in Hot                                             | Coco Montoya                                            |                                   |
| 4995         | The Preacher, the Politician or the Pimp                  | Toronzo Cannon                                          |                                   |
| 4996         | Contemporary                                              | Rick Estrin & The Nightcats                             |                                   |
| 4997         | Ice Cream In Hell                                         | Tinsley Ellis                                           |                                   |
| 4998         | In A Roomfull Of Blues                                    | Roomfull Of Blues                                       |                                   |
| 4999         | Living In A Burning House                                 | Selwyn Birchwood                                        |                                   |
| 5001         | Uncivil War                                               | Shemekia Copeland                                       |                                   |
| 5002         | Damage Control                                            | Curtis Salgado                                          |                                   |
| 5003         | Raisin' Cain                                              | Chris Cain                                              |                                   |
| 5004         | 100 Years Of Blues                                        | Elvin Bishop & Charlie Musselwhite                      |                                   |

### Reggae
| Catalogus Nr | Album                         | Artiest                               | Details |
| ------------ | ----------------------------- | ------------------------------------- | ------- |
| 8302         | Rasta Festival                | Black Slate                           |         |
| 8303         | Indestructible                | Mighty Diamonds                       |         |
| 8304         | Youthman Penitentiary         | Edi Fitzroy and the Roots Radics Band |         |
| 8305         | Forward                       | The Abyssinians                       |         |
| 8306         | Check It!                     | Mutabaruka                            |         |
| 8307         | King David's Melody           | Augustus Pablo                        |         |
| 8308         | In the Future                 | Pablo Moses                           |         |
| 8309         | Scattered Lights              | The Skatalites                        |         |
| 8310         | Rockers All-Star Explosion    | Various Artists                       |         |
| 8311         | Tension                       | Pablo Moses                           |         |
| 8312         | High Times All-Star Explosion | Various Artists                       |         |
| 8313         | Triumph!                      | Joe Higgs                             |         |